# Marée atmosphérique

Animation montrant la déformation de l'atmosphère par la Lune.

La marée atmosphérique  est un phénomène de marée qui résulte de la double attraction de l'air par la Lune et (moins) par le Soleil, mais surtout par l'effet de réchauffements diurnes cycliques des masses d'air par le Soleil. Comme pour les océans, elle est semi-diurne, induisant des variations de la pression atmosphérique de l'ordre de 1 hPa. Ce phénomène, d'échelle planétaire, a donc des causes similaires aux marées océaniques (qui soulèvent les eaux) et les marées terrestres (qui déforment légèrement la croûte terrestre) avec en plus une « marée thermique »,.
Les marées atmosphériques peuvent expliquer certains comportements des masses d'air et certaines variations de la teneur en certains gaz (la teneur en radon, notamment, augmente près du sol avec le coefficient de marée atmosphérique). La marée atmosphérique peut être observée en haute altitude, et plus discrètement dans les grottes presque fermées (comme dans les grottes d'Ascunsă en Roumanie).

## Effets, enjeux
La marée atmosphérique est discrète, mais cause des variations très significatives de pression atmosphérique ; de l'ordre de l'hectopascal (hPa) plus ou moins marquées selon la position respective de la Lune et du Soleil par rapport à la Terre. 
Quand la marée atmosphérique lunaire est très faible, l'effet de la marée atmosphérique solaire est plus facilement détectable grâce à sa composante  " marée thermique " (de période 24 heures, bien visible sous les tropiques plus ensoleillés, et induite par le cycle réchauffement diurne/refroidissement nocturne).
Ces marées sont un mécanisme important de transport d'énergie de la basse atmosphère vers la haute atmosphère, tout en dominant la dynamique de la mésosphère et de la thermosphère inférieure. La compréhension des marées atmosphériques est donc un enjeu essentiel pour comprendre l'atmosphère dans son ensemble. Leur modélisation et suivi/observation permettra de surveiller et mieux prédire les changements de l'atmosphère terrestre).
Ce type de marées existe sur d'autres planètes comparables à la Terre (du moment qu'elles aient une atmosphère, même assez ténue). Les comprendre est utile, voire nécessaire pour la réussite de certaines missions d'étude ou d'exploration spatiales (y compris sur Mars par exemple où un effet de marée atmosphérique a été récemment observé, dont dans les cratères).

## Caractéristiques générales
La marée atmosphérique est une oscillation périodique de l'atmosphère à l'échelle mondiale. Elle est le produit de plusieurs facteurs :
- le cycle jour-nuit régulier causant le réchauffement/refroidissement de l'atmosphère par le Soleil (insolation/radiation) ;
- le champ gravitationnel de la Lune ;
- l'interaction non linéaire entre les marées et les ondes planétaires ;
- la libération de chaleur latente à grande échelle due à une convection profonde sous les tropiques.

Elles peuvent être mesurées sous forme de fluctuations régulières du vent, de la température, de la densité et de la pression de l'air. Les marées atmosphériques de plus grande amplitude sont principalement générées dans la troposphère et la stratosphère quand l'atmosphère est chauffée périodiquement. La vapeur d’eau et plus en hauteur l’ozone absorbent le rayonnement solaire pendant la journée. Ces marées se propagent loin des régions sources et montent dans la mésosphère et la thermosphère.

### Points communs avec les marées océaniques
La marée atmosphérique a plusieurs points communs avec la marée marine lunaire semi diurne ; 
- Elle ressemble à la marée semi-diurne lunaire ;
- son amplitude est faible est augmente quand on s'approche de l'équateur ;
- elle induit des variations de la pression atmosphérique ;

Elle semble aussi induire des modifications de l'ionosphère. 
La marée atmosphérique semi-diurne solaire a des aspects dynamiques comparables à ceux de la marée océanique et de la marée atmosphérique lunaire. Par contre c'est ici l'aspect thermique qui domine (Première cause de l'évolution journalière de la pression atmosphérique).
Son oscillation fondamentale, tout comme pour les marées océaniques, est le cycle semi-diurne

### Différences avec les marées océaniques
Les marées atmosphériques ont beaucoup de points communs avec les marées océaniques, mais en diffèrent sur deux points :
1. Les marées atmosphériques sont principalement excitées par le réchauffement de l'atmosphère par le Soleil[4], alors que les marées océaniques sont "fortement liées à l'attraction gravitationnelle de la Lune (et moindrement du Soleil). Ceci explique que la plupart des marées atmosphériques ont des périodes d'oscillation de 24 h (liée au cycle jour/nuit d'ensoleillement) ; tandis qu'au même moment les marées océaniques ont des périodes d'oscillation plus complexes liées à la fois au jour solaire et au jour lunaire plus long (temps entre transits lunaires successifs) d'environ 24 heures 51 minutes.
2. Les marées atmosphériques se propagent dans l'air (bien plus facilement que dans l'eau donc, et elles le font dans une atmosphère où la densité varie fortement avec l'altitude. Leurs amplitudes augmentent donc naturellement de façon exponentielle à mesure que la marée monte dans des régions de plus en plus raréfiées de l’atmosphère (pour une explication de ce phénomène, voir ci-dessous). En revanche, la densité des océans ne varie que très peu en fonction de la profondeur ; les marées n'y varient donc pas nécessairement en amplitude avec la profondeur, mais plutôt en fonction d'effets goulots (dans les détroits par exemple).

Ce second point implique qu'au niveau du sol, les marées atmosphériques ne sont détectables que comme des oscillations régulières mais petites de la pression de surface (par périodes de 12 et 24 heures),. Inversement à des hauteurs plus élevées, les amplitudes des marées peuvent devenir très grandes. Dans la mésosphère (50 à 100 km d'altitude environ) les marées atmosphériques peuvent atteindre des amplitudes supérieures à 50 m/s et constituent souvent la partie la plus importante du mouvement de la très haute atmosphère.
Lorsque les marées ou les vagues se propagent vers le haut, elles se déplacent dans des régions de plus en plus basses. Si la marée ou la vague ne se dissipe pas, sa densité d'énergie cinétique doit être conservée. Étant donné que la densité de l'air diminue avec l'altitude, l'amplitude de la marée atmosphérique (de sa vague) augmente en conséquence, de sorte que l'énergie est conservée, sans effets visibles cependant, car ce phénomène est le plus marqué bien au-dessus de la couche de nuage ou fréquentée par les oiseaux ou des aéronefs.

### Marées atmosphériques solaires
Les marées atmosphériques d'amplitude les plus importantes sont générées durant la journée par le chauffage de l'atmosphère par le Soleil. Ce cycle périodique dit diurne quotidien (quotidien) génère donc des marées dont les périodes sont liées au jour solaire. On pourrait s'attendre à des cycles de marées d’une durée précises de 24 heures, mais les observations révèlent que des marées de grande amplitude sont générées avec des périodes de 24 et 12 heures. Et un autre type de marée est observé, avec alors des marées d'amplitude généralement plus faibles, dont les périodes sont de 8 et 6 heures. 
Cette variété de périodes est dû au fait que le chauffage solaire de l'atmosphère se présente sous la forme d'un profil approximatif d'onde carrée et est donc riche en harmoniques. Lorsque ce modèle est décomposé en composantes de fréquence séparées à l'aide d'une transformée de Fourier, ainsi que de la variation moyenne et quotidienne (sur 24 heures), des oscillations significatives avec des périodes de 12, 8 et 6 heures sont produites. Les marées générées par l’effet gravitationnel du Soleil existent aussi, mais elles sont beaucoup plus discrètes et faibles que celles générées par le chauffage solaire. 
Dans la suite de cet article, les marées dites "solaires" ne se rapporteront qu'aux marées solaires thermiques.
Une certaine quantité d'énergie solaire est absorbée directement dans l'atmosphère avant d'atteindre la Terre. Une autre partie est absorbée par l'atmosphère, mais après avoir été émise ou "renvoyée" par la Terre. Le composant de l'atmosphère qui absorbe le plus de chaleur est important dans ce contexte la vapeur d'eau (à ~ 0-15 km) de la troposphère, puis l'ozone (dans la couche située à 30 à 60 km d'altitude) dans la stratosphère, ainsi que l'oxygène moléculaire et l'azote moléculaire (à  ~ 120 à 170 km) dans la thermosphère. 
Les variations altitudinales et temporelles de la répartition et de la densité mondiales de ces espèces physicochimiques entraînent des modifications de l'amplitude des marées solaires.  Les marées sont également affectées par l'environnement dans lequel elles se déplacent.
Les marées solaires peuvent être séparées en deux composants : migrant et non migrant.

#### Marées solaires migrantes

Températures de marée atmosphérique et perturbations du vent à 100 km d'altitude, ici pour septembre 2005, selon le temps universel.
Cette animation est basée sur les observations des instruments SABRE et TIDI embarqués sur le satellite TIMED. Elle montre la superposition des composantes marémotrices diurnes et semi-diurnes les plus importantes (migrantes + non-migrantes)

Les marées dites migrantes tournent autour de la planète de manière synchrone avec la face de la Terre ensoleillée (du point de vue d'un observateur immobile au sol) ;  elles se propagent vers l'ouest en suivant le mouvement apparent du Soleil. 
Lorsque les marées migrantes restent fixes par rapport au Soleil, il se forme un motif d'excitation qui est également fixe par rapport au Soleil.
Les changements de la marée observés d'un point de vue stationnaire à la surface de la Terre sont causés par la rotation de la Terre par rapport à ce modèle fixe. 
Des variations saisonnières des marées se manifestent aussi quand la Terre s’incline saisonnièrement par rapport au Soleil (et donc par rapport au modèle d’excitation).
Les marées solaires migrantes ont été largement étudiées à la fois par des observations et par des modèles mécanistes.

#### Marées solaires non-migrantes
Elles peuvent être considérées comme des vagues se manifestant à l'échelle mondiale, et elles ont les mêmes périodes que les marées migrantes. 
Cependant, les marées non migrantes ne suivent pas le mouvement apparent du Soleil : Soit elles ne se propagent pas horizontalement, elles se propagent vers l'est ou se propagent vers l'ouest à une vitesse différente de celle du Soleil. Ces marées non-migrantes peuvent être générées par des différences de topographie selon la longitude, au contraste terre-mer et à des interactions avec la surface terrestre. Une source importante de ce phénomène est le dégagement de chaleur latente induit par la convection profonde qui existe dans la zone intertropicale.
La principale source de marée de 24 heures se situe dans la basse atmosphère, où les effets de surface sont importants. Cela se traduit par une composante non migrante relativement importante observée dans les différences longitudinales d'amplitudes de marée. Les plus grandes amplitudes ont été observées dans l'hémisphère sud : en Amérique du Sud, en Afrique et en Australie.

### Marées atmosphériques lunaires
On constate dans les années 1940 que ces marées existent bien, induites par les effets gravitationnels de la Lune, ces marées lunaires dites "gravitationnelles" sont beaucoup plus faibles que les marées solaires (thermiques) et sont générées par le mouvement des océans de la Terre (provoqué par la Lune) et dans une moindre mesure par l'effet de l'attraction gravitationnelle de la Lune sur l'atmosphère.

## Apports de la théorie des marées classique
Les caractéristiques de base des marées atmosphériques sont décrites par la théorie des marées classique. En négligeant le forçage et la dissipation mécaniques, la théorie classique des marées suppose que les mouvements des ondes atmosphériques peuvent être considérés comme des perturbations linéaires d'un état moyen zonal initialement immobile, stratifié horizontalement et isothermique. Les deux principaux résultats de la théorie classique sont que : 
1. les marées atmosphériques sont des modes propres de l'atmosphère décrits par les fonctions de Hough (en) ;
2. les amplitudes croissent de manière exponentielle avec la hauteur.

## Dissipation
L'amortissement des marées se produit principalement dans la région de la basse-thermosphère ; il peut être causé par la turbulence induite par la rupture des ondes de gravité. Le phénomène est en quelque sorte similaire aux vagues qui se brisent sur une plage, mais concernant les marées atmosphériques, l’énergie se dissipe dans le fond atmosphérique. La diffusion moléculaire devient également de plus en plus importante à des niveaux plus élevés dans la basse thermosphère à mesure que le libre parcours moyen augmente dans l'atmosphère raréfiée. Plus en hauteur il est responsable des courants électriques Sq dans la région de la dynamo ionosphérique entre environ 100 et 200 km d'altitude,.